# Gus Schilling
Pour les articles homonymes, voir Schilling.

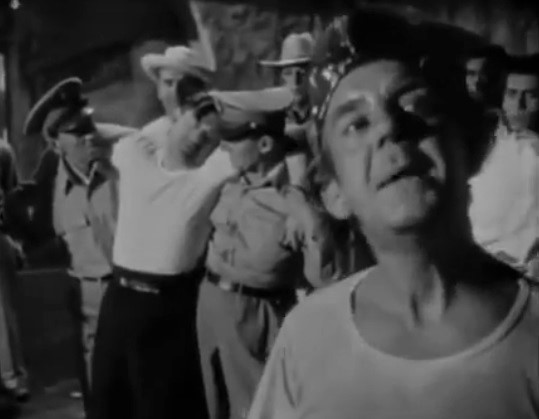
Au premier plan, dans La Dame de Shanghai (1947)

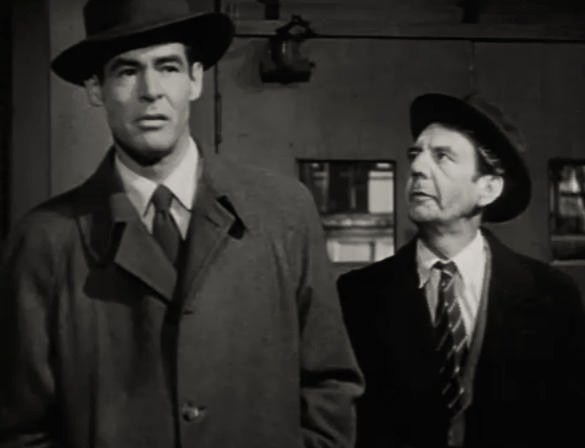
Avec Robert Ryan (à g.), dans La Maison dans l'ombre (1951)

August Eugene « Gus » Schilling, né le 20 juin 1908 à New York (État de New York) et mort le 16 juin 1957 à Los Angeles (quartier d'Hollywood, Californie), est un acteur américain.

## Biographie
D'abord acteur de théâtre, Gus Schilling joue notamment à Broadway (New York) dans deux comédies musicales ayant pour vedette Bert Lahr, Hold Everything (1928-1929) et Flying High (1930-1931), auxquelles s'ajoute une revue en 1930.
Au cinéma, il contribue à cinquante-sept films américains, les trois premiers sortis en 1940 (dont Mexican Spitfire Out West de Leslie Goodwins, avec Lupe Vélez et Leon Errol). Ultérieurement, mentionnons le film musical Ô toi ma charmante de William A. Seiter (1942, avec Fred Astaire et Rita Hayworth), Celle de nulle part de David Miller (1950, avec Ann Blyth et Farley Granger) et Belle mais dangereuse de Lloyd Bacon (1954, avec Robert Mitchum et Jean Simmons).
Il apparaît également dans quatre films de Nicholas Ray, dont La Maison dans l'ombre (1951, avec Ida Lupino et Robert Ryan) et À l'ombre des potences (1955, avec James Cagney et Viveca Lindfors), ainsi que dans cinq films d'Orson Welles, dont La Dame de Shanghai (1947, avec Rita Hayworth et le réalisateur) et La Soif du mal (avec Charlton Heston et Janet Leigh). Ce dernier sort en 1958, après la mort prématurée de l'acteur en 1957, quatre jours avant son 49e anniversaire, d'une crise cardiaque.
Gus Schilling se produit aussi à la télévision américaine dans douze séries, diffusées entre 1952 et 1958 (là encore à titre posthume).

## Théâtre à Broadway (intégrale)
- 1928-1929 : Hold Everything, comédie musicale[1], musique de Ray Henderson, lyrics de Lew Brown et Buddy DeSylva, livret de John McGowan et Buddy DeSylva : un membre de la troupe
- 1930 : The Vanderbilt Revue, musique, lyrics et livret de divers auteurs, dont Dorothy Fields et Yip Harburg : un membre de la troupe
- 1930-1931 : Flying High, comédie musicale[2], musique de Ray Henderson, lyrics de Lew Brown et Buddy DeSylva, livret de John McGowan et Buddy DeSylva, costumes de Charles Le Maire : un membre de la troupe

## Filmographie partielle

### Cinéma
- 1940 : Mexican Spitfire Out West de Leslie Goodwins : l'employé d'hôtel Danny
- 1941 : La Belle Ensorceleuse (The Flame of the New Orleans) de René Clair : un couturier
- 1941 : Citizen Kane d'Orson Welles : le maître d'hôtel / un journaliste en salle de projection
- 1941 : Ève a commencé (It Started with Eve) d'Henry Koster : Raven
- 1941 : Rendez-vous d'amour (Appointment for Love) de William A. Seiter : Gus
- 1941 : Hellzapoppin' d'H. C. Potter : le chef d'orchestre
- 1942 : There's One Born Every Minute de Harold Young : Professeur Asa Quisenberry
- 1942 : Broadway de William A. Seiter : Joe
- 1942 : La Splendeur des Amberson (The Magnificent Ambersons) d'Orson Welles : un employé de pharmacie
- 1942 : Ô toi ma charmante (You Were Never Lovelier) de William A. Seiter : Fernando
- 1943 : The Amazing Mrs. Holliday de Bruce Manning et Jean Renoir : Jeff Adams
- 1943 : Lily Mars vedette (Presenting Lily Mars) de Norman Taurog : le régisseur Scotty
- 1943 : Liens éternels (Hers to Hold) de Frank Ryan : Rosey Blake
- 1945 : Voyez mon avocat (See My Lawyer) d'Edward F. Cline : J. Ambrose Winkler « Winky »
- 1945 : Aladin et la Lampe merveilleuse (A Thousand and One Nights) d'Alfred E. Green : Jafar
- 1947 : La Dame de Shanghai (The Lady from Shanghai) d'Orson Welles : Goldie
- 1947 : Musique aux étoiles (Calendar Girl) d'Allan Dwan : Ed Gaskin
- 1948 : Macbeth d'Orson Welles : le gardien du château de Macbeth
- 1949 : Fiancée à vendre (Bride for Sale) de William D. Russell : Timothy
- 1950 : Celle de nulle part (Our Very Own) de David Miller : le dépanneur TV Frank
- 1951 : La Maison dans l'ombre (On Dangerous Ground) de Nicholas Ray : Lucky
- 1954 : Belle mais dangereuse (She Couldn't Say No)  de Lloyd Bacon : Ed Gruman
- 1954 : La Tour des ambitieux (Executive Suite) de Robert Wise : un vendeur de kiosque à journaux
- 1955 : À l'ombre des potences (Run for Cover) de Nicholas Ray : Doc Ridgeway
- 1955 : Le Fils de Sinbad (Son of Sinbad) de Ted Tetzlaff : Jaffir
- 1955 : La Fureur de vivre (Rebel Without a Cause) de Nicholas Ray : un gardien
- 1956 : Derrière le miroir (Bigger Than Life) de Nicholas Ray : un pharmacien
- 1956 : Glory de David Butler
- 1958 : La Soif du mal (Touch of Evil) d'Orson Welles : Eddie Farnham

### Télévision
(séries)
- 1954 : The Lone Wolf (en), saison unique, épisode 15 The Las Vegas Story de Bernard Girard : Ace Held
- 1954 : Medic (en), saison 1, épisode 4 Death Rides a Wagon de Bernard Girard : le vendeur Marty
- 1955 : Willy (en), saison unique, épisode 36 Franklin's Shoe Business : Pincus
- 1956 : Telephone Time (en), saison 1, épisode 3 Captain from Kopenick de László Benedek : rôle non spécifié
- 1958 : Tombstone Territory (en), saison 1, épisode 23 Guilt of a Town de Norman Foster : rôle non spécifié